# Lista de deputados estaduais de Sergipe da 11.ª legislatura
Essa é uma lista de deputados estaduais eleitos para o período 1987-1991.

## Composição das bancadas
| Partido | Líder           | Bancada | Posição  |
| ------- | --------------- | ------- | -------- |
| PFL     | Djalma Lôbo     | 11 / 24 | Governo  |
| PMDB    | Rosendo Ribeiro | 8 / 24  | Oposição |
| PDS     | Chico de Miguel | 3 / 24  | Governo  |
| PT      | Marcelo Déda    | 2 / 24  | Oposição |

## Deputados estaduais
| Número | Deputados estaduais eleitos | Partido | Votação | Percentual | Cidade onde nasceu      | Unidade federativa |
| 13111  | Marcelo Déda                | PT      | 32.044  | 3,45%      | Simão Dias              | Sergipe            |
| 11117  | Francisco Teles de Mendonça | PDS     | 15.284  | 1,64%      | Itabaiana               | Sergipe            |
| 25123  | Djalma Lôbo                 | PFL     | 14.778  | 1,59%      | Itabaiana               | Sergipe            |
| 25115  | Jerônimo Reis               | PFL     | 12.231  | 1,31%      | Lagarto                 | Sergipe            |
| 25102  | Nicodemos Falcão            | PFL     | 11.823  | 1,27%      | Taquaritinga do Norte   | Pernambuco         |
| 25103  | José Carlos Machado         | PFL     | 9.555   | 1,02%      | Itabaiana               | Sergipe            |
| 25111  | Luciano Andrade Prado       | PFL     | 9.433   | 1,01%      | Aracaju                 | Sergipe            |
| 25114  | Carlos Alberto de Oliveira  | PFL     | 9.403   | 1,01%      | Laranjeiras             | Sergipe            |
| 25110  | Chico Passos                | PFL     | 8.982   | 0,96%      | Ribeirópolis            | Sergipe            |
| 25101  | Reinaldo Moura              | PFL     | 8.578   | 0,92%      | Salvador                | Bahia              |
| 25112  | Nivaldo Silva Carvalho      | PFL     | 8.516   | 0,91%      | Estância                | Sergipe            |
| 25200  | Guido Azevedo               | PFL     | 7.727   | 0,83%      | Neópolis                | Sergipe            |
| 15221  | Rosendo Ribeiro             | PMDB    | 7.602   | 0,81%      | Lagarto                 | Sergipe            |
| 15111  | Luiz Mitidieri              | PMDB    | 7.534   | 0,81%      | Boquim                  | Sergipe            |
| 25104  | Hildebrando Dias Costa      | PFL     | 7.167   | 0,77%      | Itabaianinha            | Sergipe            |
| 11121  | Djenal Queiroz              | PDS     | 6.736   | 0,72%      | Frei Paulo              | Sergipe            |
| 15121  | Eliziário Silveira Sobral   | PMDB    | 6.048   | 0,65%      | Itaporanga d'Ajuda      | Sergipe            |
| 15123  | Laonte Gama da Silva        | PMDB    | 5.807   | 0,62%      | Aracaju                 | Sergipe            |
| 15234  | Antônio Arimatéia Rosa      | PMDB    | 5.635   | 0,60%      | Capela                  | Sergipe            |
| 15109  | Abel Jacó dos Santos        | PMDB    | 5.399   | 0,58%      | Heliópolis              | Bahia              |
| 15106  | Aroaldo Santana             | PMDB    | 5.301   | 0,57%      | Porto da Folha          | Sergipe            |
| 15277  | Dilson Cavalcante Batista   | PMDB    | 5.227   | 0,56%      | Barra dos Coqueiros     | Sergipe            |
| 11112  | Joaldo Barbosa - Nêgo       | PDS     | 4.537   | 0,48%      | Monte Alegre de Sergipe | Sergipe            |
| 13200  | Marcelo da Silva Ribeiro    | PT      | 1.291   | 0,13%      | Umbaúba                 | Sergipe            |